# Bonaruyeh
Bonārūyeh (farsi بنارويه) è una città dello shahrestān di Larestan, circoscrizione di Bonaruyeh , nella provincia di Fars. Aveva, nel 2006, una popolazione di 9.318 abitanti. 